# طارق (نهبندان)
طارق روستایی در دهستان شوسف واقع در شهرستان نهبندان استان خراسان جنوبی ایران است.

## جمعیت
بر پایه سرشماری عمومی نفوس و مسکن در سال ۱۳۹۰ جمعیت این روستا ۲۵۳ نفر (در ۱۰۷ خانوار) بوده‌است.

## جغرافیا
در شمال غربی این روستا چشمه‌ای به نام چشمه پریان وجود دارد که زیارتگاه مردم منطقه بالاخص مردم سیستان می‌باشد. بیشتر مردم این روستا به شهرستان‌های نهبندان و بیرجند و مشهد و زاهدان و ایرانشهر و چابهار به دلایل مسائل شغلی کوچ کرده‌اند.
آرامگاه ابراهیم ادهم در این روستا واقع شده‌است.
این روستا در دل رشته کوه حوری در شرق آن واقع شده‌است.
در این منطقه درختانی که با طبیعت این منطقه سازگار است به‌طور خودرو رشد کرده‌اند که می‌توان به بنه (پسته کوهی) که به گویش محلی خنجک نام دارد و از شیرهٔ آن به عنوان نوعی آدامس که سقز نام دارد و در منطقه به جک شهرت دارد استفاده می‌شود و بادام کوهی که به گویش محلی به بادمشک معروف است.
طبیعت این منطقه به گونه‌ای می‌باشد که در فصل تابستان مردم از دیگر شهرها به این منطقه ییلاقی کوچ می‌کنند و هوای بسیار مطلوبی دارد
و درختانی همچون عناب و توت و زرد آلو و انار و … در این منطقه قابل رویش است
این روستا قابلیت کشت زعفران را نیز دارد.
فاصلهٔ زمینی این روستا (جادهٔ اصلی + جاده فرعی) با شهرستان نهبندان ۴۴ کیلومتر و با شهر شوسف ۱۳ کیلومتر و با شهرستان سربیشه ۹۱ کیلومتر و با شهرستان بیرجند ۱۵۳ کیلومتر می‌باشد